# Alegoria rzeki Metuje
Alegoria rzeki Metuje (cz. Alegorie Metuje) – rzeźba alegoryczna (przedstawiająca alegorię rzeki Metuje) zlokalizowana w Czechach, w Nowym Mieście nad Metują, na skalnym cyplu przy wjeździe na historyczny plac Zázvorka.
Autorem dzieła był Olbram Zoubek. Rzeźba umieszczona nad ścieżką spacerową prowadzącą pod skałami do młynu Horakov, przedstawia kobietę spoglądającą na rzekę i dolinę Metuji. Odsłonięto ją 28 października 2006 z udziałem autora i przedstawicieli miasta.